# Captain Haggerty
Captain Haggerty  (Bronx, Nueva York, 3 de diciembre de 1931 - West Palm Beach, 3 de julio de 2006) fue un actor estadounidense. Es reconocido por su actuación en Zombi 2 de Lucio Fulci en 1979, siendo un zombi obeso, y también realizó varios trabajos e incluso con Brian De Palma interpretando a un policía en Home Movies.

## Filmografía
- Night of Dark Shadows  de Dan Curtis (1971)
- The Telephone Book de Nelson Lyon (1971)
- Shamus de Buzz Kulik (1973)
- Zombi 2 de Lucio Fulci (1979)
- Home Movies de Brian De Palma (1980)
- One Down, Two to Go de Fred Williamson (1982)
- Rent Control de Gian Luigi Polidoro (1984)
- The Last Dragon de Michael Schultz (1985)
- Joey de Joseph Ellison (1986)
- Slammer Girls de Chuck Vincent (1987)
- Married to the Mob de Jonathan Demme (1988)
- Forever de Thomas Palmer Jr. (1992)
- Honeymoon in Vegas  de Andrew Bergman (1992)
- The Nutt House de Adam Rifkin y Scott Spiegel (1992)
- The Last Embrace de Stuart Canterbury (1997)
- Shadow: Dead Riot de Derek Wan]] (2006)